# Arachnophilia
Arachnophilia è un editor testuale libero nato originariamente per scrivere codice HTML ma in grado di scrivere e modificare praticamente qualunque forma di testo (html, php, css, txt, JavaScript, etc). La definizione più corretta è "Web page development workshop and general programming tool", secondo il suo autore, Paul Lutus.
Il programma è compilato in Java, ha un'interfaccia abbastanza semplice da gestire e diverse funzioni batch molto utili (es. ricerca e sostituzione di una certa stringa di codice con un'altra, sistema il codice html con a capo automatico, aggiunge tabelle e stringhe di codice generiche, e così via).
La documentazione di riferimento e alcune snapshot si trovano  sulla pagina Arachnophilia di Lutus.; in particolare, una breve descrizione del programma è reperibile alla pagina  Quick Tour. (pagine in inglese). Al download, la documentazione è scaricata assieme ai componenti del programma.